# آقا کیشی بی‌لی
آقاکیشی‌بی‌لی (به ترکی آذربایجانی: Ağakişibəyli) یک منطقه مسکونی در جمهوری آذربایجان است که در شهرستان ماساللی واقع شده است. آقاکیشی‌بی‌لی ۱۴۱۸ نفر جمعیت دارد.